# Maria Chiara Acciarini
Maria Chiara Acciarini (Torre Pellice, 1º ottobre 1943) è una politica italiana.

## Biografia
Laureata in economia e in lettere, è stata insegnante di materie giuridiche ed economiche e preside in una scuola media superiore. Ha fatto parte, dal 1988 al 1990, della segreteria della CGIL Scuola di Torino. Successivamente svolge attività di saggista, scrivendo libri sul sistema di istruzione e di memorialistica familiare. 
Nipote di Filippo Acciarini, giornalista socialista morto a Mauthausen il 2 marzo 1945, è impegnata nello studio della deportazione nei campi di concentramento nazisti; è membro del consiglio di amministrazione della Fondazione della Memoria della Deportazione e del Comitato tecnico scientifico nominato all'interno della Commissione per il restauro del blocco 21 del Museo di Auschwitz-Birkenau e per il nuovo allestimento del percorso espositivo italiano, istituita dalla Presidenza del Consiglio dei Ministri. Fa parte del Comitato Resistenza e Costituzione,  istituito in Piemonte con L. Regionale  n.7 del 22 gennaio 1976. 
Dal 2019 è stata presidente del Comitato Nazionale per le celebrazioni del centenario della nascita di Bianca Guidetti Serra (gennaio 2019 - gennaio 2022). Dall'ottobre 2021 è membro del Consiglio di Amministrazione dell'Università di Torino.   

### Attività politica
Dal 1993 al 1996 è stata consigliera comunale di Torino, dove risiede.
Già esponente dei Democratici di Sinistra, è tra le fondatrici di "Emily in Italia", un'associazione che si propone di favorire la partecipazione delle donne nella vita pubblica. È stata responsabile nazionale del gruppo "Vita Animale" dei DS ed è stata eletta deputata nel 1996 e senatrice nel 2001.
Dal 18 maggio del 2006 all'8 maggio del 2008 ha fatto parte del secondo governo Prodi in qualità di sottosegretaria al Ministero della Famiglia. Nel maggio 2007 ha lasciato i DS a seguito del IV congresso e ha aderito a Sinistra Democratica, nel 2009 confluita in Sinistra Ecologia Libertà.
Alle elezioni politiche del 2013 è stata ricandidata al Senato con SEL nella circoscrizione Piemonte, senza risultare eletta.
Dal 2017 è iscritta a Sinistra Italiana, fa parte dell'Assemblea Regionale del Piemonte.

## Scritti
- (a cura di Maria Chiara Acciarini), Filippo Acciarini, Autobiografia di un socialista, da Torino a Mauthausen, Roma, Silva editore, 1970.
- Chiara Acciarini et al. Università e ricerca, scuola, politiche giovanili. Roma, Sinistra ecologia e libertà, 2012.
- Maria Chiara Acciarini, Alba Sasso, Prima di tutto, la scuola, prefazione di Tullio De Mauro, Milano, Melampo, 2006.
- Onorato Castellino, Maria Chiara Acciarini, Il mondo economico: teorie e fatti - corso di economia politica per le scuole medie superiori,Torino, Lattes, 1989.
- Maria Chiara Acciarini, Storia dei Guglielminetti. Torino, Robin edizioni, 2016.
- Maria Chiara Acciarini, Alba Sasso, Più scuola, per tutte e tutti, Torino, Edizioni Gruppo Abele, 2019